# Alpinia carolinensis
Alpinia carolinensis là một loài thực vật có hoa trong họ Gừng. Loài này được Koidz. mô tả khoa học đầu tiên năm 1917.